# 喝采と激情のグロリア
『喝采と激情のグロリア』（かっさいとげきじょうのグロリア）は、日本のヴィジュアル系ロック・バンド、摩天楼オペラの通算5枚目のアルバム。2013年3月6日発売。発売元はキングレコード。

## 内容
- 2012年10月3日、シングル「GLORIA」の発売と共に打ち出したコンセプト「喝采と激情のグロリア」を元に製作されたアルバム。
- 表題曲「喝采と激情のグロリア」のPVには「GLORIA」と「Innovational Symphonia」のPVの登場人物達が再登場している。
- アルバムのテーマは「合唱」。今作ではメンバー全員がそれぞれ作曲に関わっている。
- 発売に先駆け、アルバムの楽曲全てを試聴できる特設サイトが設置された。
- スリーブ仕様ジャケットの初回限定盤と、通常盤の2タイプが同時発売された。

## 収録曲
1. -overture-
(作詞:苑 作曲:彩雨)
本アルバム製作と並行して行われた「GLORIA TOUR」のオープニングSEとして使われたインストゥルメンタル。
2. GLORIA
(作詞・作曲:苑)
メジャー3rdシングル表題曲。
3. Plastic Lover
(作詞:苑 作曲:彩雨)
苑の恋愛観をテーマに書かれた曲。
4. 悪魔の翼
(作詞:苑 作曲:彩雨)
「零戦に乗るパイロットの心境」をテーマとした曲。
5. Freesia
(作詞・作曲:苑)
メジャー4thシングルカップリング曲。
6. CAMEL
(作詞:苑 作曲:燿 & 悠)
メジャー3rdシングルカップリング曲。
7. Merry Drinker
(作詞:苑 作曲:Anzi)
苑曰く「酒飲みの曲」
8. SWORD
(作詞:苑 作曲:燿)
9. Innovational Symphonia
(作詞・作曲:苑)
メジャー4thシングル表題曲。
10. 永遠のブルー
(作詞・作曲:苑)
苑曰く「大人のバラード」
11. Midnight Fanfare
(作曲:Anzi)
インストゥルメンタル。
12. 喝采と激情のグロリア
(作詞・作曲:苑)
アルバムのタイトルトラックで、コンセプトに対するアンサーソング。サビの歌詞が「GLORIA」のサビのものと全く同じものになっている。